# الاتحاد الدولي لرابطات مراقبي الحركة الجوية

الاتحاد الدولي لرابطات مراقبي الحركة الجوية (بالإنجليزية: International Federation of Air Traffic Controllers' Associations أو IFATCA)‏ هو منظمة عالمية تمثل أكثر من خمسين ألف مراقبي الحركة الجوية في 137 بلدا.
أنشئ الاتحاد عام 1961 م، وتم تسجيله في سويسرا ولكن مقره الرئيسي في مونتريال بكندا
.
ينشر الاتحاد دورية ربع سنوية اسمها The Controller.

## أهداف الاتحاد
أهداف الاتحاد هي:
- تعزيز السلامة والكفاءة والانتظام في الملاحة الجوية الدولية
- تقديم المساعدة والمشورة في تطوير نظم الأمن والمنظم للإجراءات مراقبة الحركة الجوية والجديدة والمرافق
- تعزيز ودعم على مستوى عال من المعرفة والكفاءة المهنية بين المراقبين الجويين
- أن تتعاون بشكل وثيق مع سلطات الطيران الدولية والوطنية والمؤسسات المعنية مع الملاحة الجوية
- رعاية ودعم إقرار التشريعات والأنظمة التي ستزيد وحماية سلامة الملاحة الجوية
- السعي إلى الاتحاد في جميع أنحاء العالم لرابطات مراقبي الحركة الجوية

## وصلات خارجية
- (بالإنجليزية) الموقع الرسمي للاتحاد